# Zetsubou billy
Zetsubou Billy (絶望ビリー Zetsubō Biri?) (en español Billy esta desesperado) es uno de los temas más famosos de la banda de hardcore punk Maximum The Hormone. A diferencia de sus demás canciones, su melodía no reflejaba su estilo punk rock sino metalcore. Sus letras son profundamente existencialistas, lo que la ha hecho famosa. Esta canción fue hecha para el segundo ending de la serie Death Note. 
El videoclip incluye varios cameos, como actrices, una banda visual kei llamada Parfait, doblando la voz del grupo original, un grupo de rap, comentaristas y conductores; incluye también sucesos como protestas, personas desesperadas y la muerte del vocalista de la banda de visual kei (Parfait), apareciendo luego la banda original.
En el video aparecen después todos los cameos muertos, junto con la frase "Kira", lo que muestra que fue inspirado en la serie Death Note; también se ve a alguien escribiendo en un libro y después los cantantes mueren. Finalmente, se ve una mano cerrando un cuaderno, reafirmando lo anterior.

## Formación
- Daisuke Tsuda (ダイスケはん) - Vocalista de guturales.
- Ryu Kawakita (Maximum the Ryu マキシマムザ亮君) - Guitarra y vocalista melódico.
- Futoshi Uehara (Ue-Chan 上ちゃん) - Bajo y voz de fondo.
- Nawo Kawakita (ナヲ) - Batería y vocalista.